# Shield portable

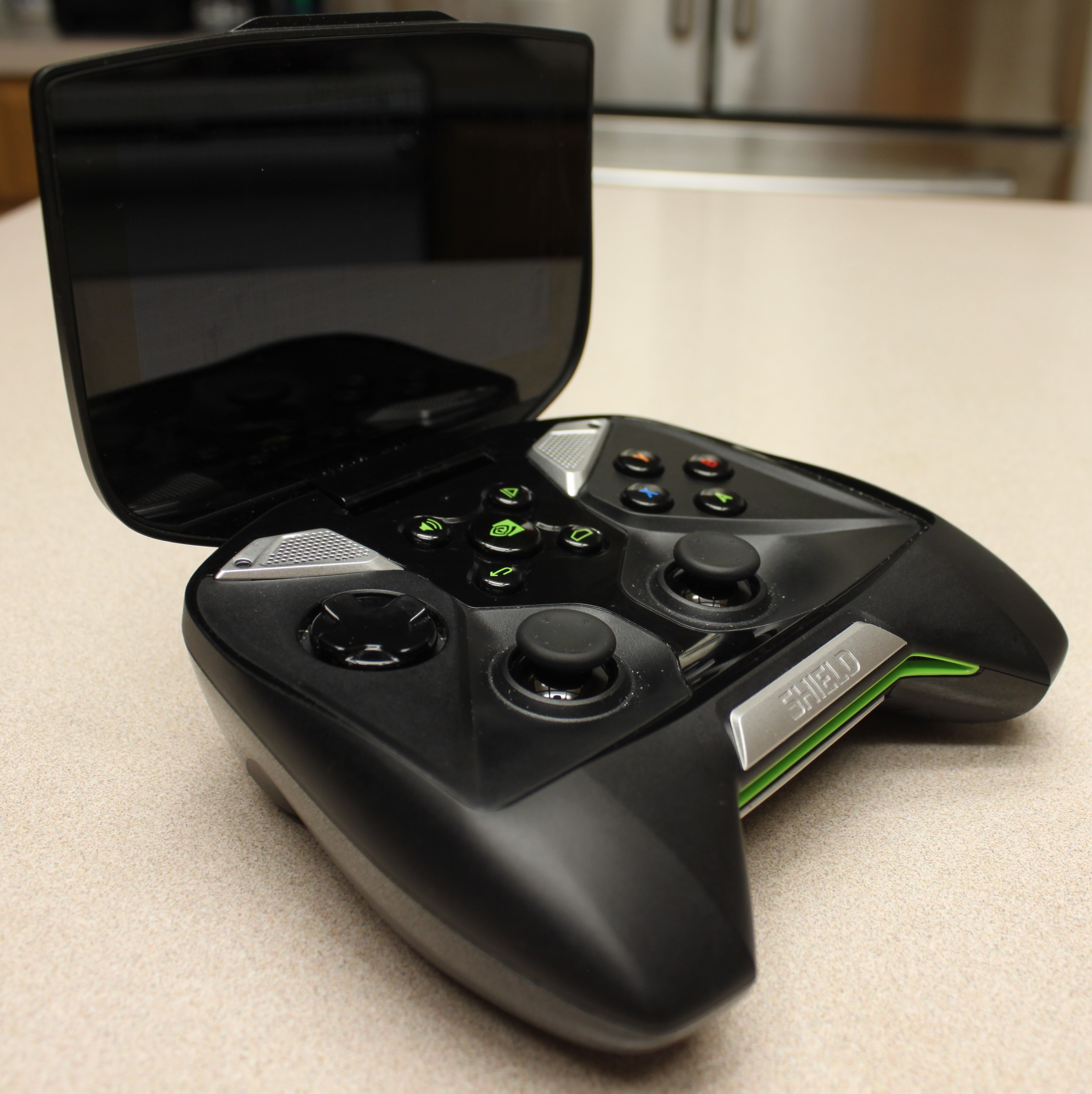

SHIELD Portable — портативна ігрова система від компанії NVIDIA, яка стала першою в сімействі ігрових приставок SHIELD. Пристрій було анонсовано на Міжнародній виставці споживчої електроніки 7 січня 2013 і надійшло в продаж 31 липня того ж року. Приставка працює під управлінням операційної системи Android без значних модифікацій інтерфейсу від NVIDIA, для взаємодії з якою призначений як сенсорний екран, так і вбудований контролер.
За словами Джен-сена Хуана, генерального директора NVIDIA, SHIELD повинна стати пристроєм, який зробить для ігор те ж, що зробили iPod і Kindle для музики і книг, — «дозволить нам грати новим чудовим чином».

## Технічні характеристики
Консоль використовує чотириядерний центральний процесор NVIDIA Tegra 4 з частотою 1,9 ГГц з допоміжним ядром ARM Cortex-A15. Графічним процесором є NVIDIA GeForce. Обсяг ОЗП складає 2 ГБ, сховища даних — 16 ГБ (користувачеві доступно близько 12 ГБ). Також SHIELD підтримує карти пам'яті microSD.
Ємнісний сенсорний дисплей діагоналлю 5 дюймів підтримує зображення роздільністю у 1280 × 720. Дисплей можна відхиляти на кут до 180 °.
Для безпровідного з'вязку використовуються модуль Wi-Fi 802.11b та Bluetooth 3.0. Всередині консолі містяться акселерометр, модуль GPS та гіроскоп. Консоль обладнана роз'ємом для навушників і мікрофона (3,5 мм), Micro-USB та Mini-HDMI, які розташовані позаду. Також звук можуть відтворювати вбудовані стереодинаміки. Живлення забезпечує літій-полімерний акумулятор.
Елементи управління консолі складаються з двох аналогових курків, двох задніх кнопок, двох аналогових стіків, хрестовини, кнопок A / B / X / Y. Крім того наявні кнопки зміни гучності звуку, паузи роботи SHIELD, Додому, Назад, і багатофункціональна Nvidia.

## Дизайн
SHIELD виконана у формі геймпада з чорного пластику із сріблястими та зеленими вставками. На більшості поверхні він глянсовий, зверху — матовий, знизу наявне гумове покриття для кращого утримання руками. Кнопка NVIDIA відповідає за ввімкнення й вимкнення пристрою, разом з тим вона може надавати швидкий доступ до каталогу ігор або знімати скріншоти.

## Програмне забезпечення
Консоль працює на операційній системі Android 4.2.1 (Jelly Bean). Користувач може встановлювати будь-які додатки з Google Play. В інтерфейсі відсутня смуга з елементами управління, які винесені на фізичні кнопки. Спеціальний каталог TegraZone, містить список ігор, оптимізованих для роботи саме на NVIDIA Shield.
На консолі можна грати в ігри, які транслюються з ПК через Wi-Fi. для цього необхідно мати комп'ютер з відеокартою мінімум класу GTX від GeForce GTX 650, процесор Intel Core i3-2100, 4 ГБ ОЗП, та операційну систему Windows 7. Крім цього вимагається програмне забезпечення GeForce Experience.